# Louis Benedict Kucera
Louis Benedict Kucera (* 24. August 1888 in Wheatland, Minnesota; † 9. Mai 1957) war ein US-amerikanischer römisch-katholischer Geistlicher. Kucera war Bischof des Bistums Lincoln.

## Leben
Louis Kucera, der Sohn von John Wenceslaus und Mary Kucera, stammte von böhmischen Einwanderern ab. Seine Schulbildung genoss er am St John's College in Collegeville Township (Minnesota). Danach absolvierte er die University of St. Thomas, an der er graduierte. 1909, nach seiner Graduierung, hätte Kucera die Möglichkeit gehabt, an die United States Military Academy in West Point zu gehen, doch entschied er sich gegen eine militärische Laufbahn und inskribierte an der Saint Paul Seminary School of Divinity in Saint Paul, um hier fürs Priesteramt zu studieren.
Am 8. Juni 1915 empfing er aus den Händen von Erzbischof John Ireland das Sakrament der Priesterweihe. Sein seelsorgerisches Wirken begann an der St. Patrick's Church in Tama (Iowa), an der Kucera bis 1916 als Kurat tätig war. Danach nahm er eine Stelle als Professor für Latein am Columbia College in Dubuque an. 1925 wurde er Kaplan an der Holy Trinity Church in Protivin (Iowa)
Am 30. Juni 1930 ernannte Papst Pius XI. Kucera zum Bischof des Bistums Lincoln. Seine Weihe zum Bischof fand am 28. Oktober 1930 statt, durchgeführt von Erzbischof Francis Beckman und die Mitkonsekratoren, den Bischöfen Thomas William Drumm und Henry Rohlman. Zudem erhielt er den Titel Päpstlicher Thronassistent.
Kucera war danach 26 Jahre, bis zu seinem Tod, im Mai 1957, als Bischof tätig.